# イースト・ウエスト・センター
イースト・ウエスト・センター（East-West Center）は、アメリカ合衆国ハワイ州にある独立研究機関。日本語では東西センターとも呼ばれる。

## 概要
米国とアジア太平洋諸国の国民との間で、教育と研究のプログラムを通じて相互理解を促進するために、1960年に米国議会の予算で教育機関として創設された。同州オアフ島のハワイ大学マノア校内にあるが、ハワイ大学が州立大学なのに対し、イースト・ウエスト・センターは連邦政府の予算および民間からの寄付などで運営されており、別組織である。ハワイの本部の他、首都ワシントンDCに支部を持つ。なお、1980年にニューヨークで設立されたEastWest Instituteとは関係ない。
理事会（Board of Governors）が意思決定機関である。理事会のメンバーには、ハワイ州知事、米国国務次官、ハワイ州知事により任命された理事、米国国務長官により任命された理事、なども含まれている。
敷地内には、本部棟（John A. Burns Hall）に加えて、国際会議場（Hawaii Imin International Conference Center）、日本のビジネスリーダーたちの寄付による日本庭園、研究員宿舎（Abraham Lincoln Hall）、大学院生宿舎（Hale Manoa、Hale Kuahine）などがある。
2012年にはヒラリー・クリントン国務長官（当時）が演説を行い、2014年にはアウンサンスーチー、ジョン・ケリー国務長官が演説を行っている。
学位を伴わない各種の教育プログラムも行っており（サーティフィケートが発行される）、同窓組織には全世界で5万人あまりが登録されている。2014年には沖縄で同窓会会合を開催した。

## 主な研究スタッフ
- Richard R. Vuylsteke （所長）
- デニー・ロイ（Denny Roy）（北東アジアの政治・安全保障問題）
- アレン・L・クラーク（Allen L. Clark）（災害対処、人道援助）
- ジェラルド・A・フィニン（Gerard A. Finin）（グローバリゼーションと太平洋島嶼国における持続的発展）

## 日本からの客員研究員
- 池上雅子（東京工業大学）
- 梅津千恵子（京都大学）
- 江田憲司（衆議院議員）
- 大西好宣（大阪大学）
- 岡崎誠（公立鳥取環境大学）
- 笠原嘉（京都大学・精神医学）
- 加藤剛（京都大学）
- 加藤久和（名古屋大学）
- 賀来弓月（ムンバイ総領事）
- 椛島洋美（横浜国立大学）
- 北山兼弘（京都大学）
- 衣笠智子（神戸大学）
- 久保庭眞彰（一橋大学）
- 小林光（元環境省事務次官）
- 佐藤三武朗（日本大学）
- 澤田佳世（沖縄国際大学）
- 清水美香（グローバル政策イニシアティブ）
- 柴山哲也（京都女子大学）
- 添谷芳秀（慶應義塾大学）
- 高橋進（共栄大学）
- 田中圭治郎（佛教大学）
- 土屋大洋（慶應義塾大学）
- 津谷典子（慶應義塾大学）
- 津田幸男（筑波大学）
- 寺田達志（地球環境審議官）
- 永谷敬三（ブリティッシュコロンビア大学）
- 橋尾直和（高知女子大学）
- 原剛（早稲田大学）
- 原知章（早稲田大学）
- 久野武（関西学院大学）
- 福本幸男（大阪経済大学）
- 藤村学（青山学院大学）
- 松本亨（北九州市立大学）
- 矢口祐人（東京大学）
- 山内健治（明治大学）
- 屋良朝博（ジャーナリスト）
- 横山智（名古屋大学）
- 吉次公介（立命館大学）